# La perla y otros cuentos
La perla y otros cuentos (japonés: 真夏の死; Manatsu no shi) es una colección de relatos breves y poemas del escritor japonés Yukio Mishima. Publicado originalmente en la revista Shincho de octubre de 1952 fue posteriormente publicado en 1953 por la editorial Sogensha. Se ha traducido a varios idiomas como el inglés, italiano, alemán, francés o portugués. Se publicó por primera vez en español en 1969, bajo el título Muerte en el estío y otros cuentos, por la editorial venezolana Monte Ávila, con un total de 10 cuentos. Luego fue publicado por las editoriales Alianza y Siruela. Destaca en la trayectoria de Mishima por ser la primera obra del autor que se publicara tras realizar su primer viaje mundial.

## Sinopsis
Las diez historias recogen una gran variedad de temas que van desde el nimio incidente que trastocará las plácidas relaciones de un grupo de amigas, en «La perla», hasta la cruenta y ritual ceremonia del hara-kiri, a la que el mismo Mishima se sometería años después, o la compleja psicología de uno de los actores que en el teatro Kabuki representa los papeles femeninos. Y junto con ellos el mundo de las geishas, la profunda espiritualidad de la religión budista, la obsesión por la muerte y el conflicto entre las tradiciones y la modernización súbita de un país que trastocó en una sola generación su modo de vida.

## Análisis
La colección es considerada una muestra representativa de las principales inquietudes y temáticas del autor: la dificultad para entablar relaciones humanas satisfactorias, la obsesión por la muerte, la ambigüedad sexual, la espiritualidad y la distorsión general propia de un país sumamente tradicional.